# Nätstövlus
Nätstövlus (Lepinotus reticulatus) är en insektsart som beskrevs av Günther Enderlein 1905. Nätstövlus ingår i släktet Lepinotus och familjen stumpvingestövlöss. Arten är reproducerande i Sverige. Inga underarter finns listade i Catalogue of Life.